# Leichtathletik-Weltmeisterschaften 1993/4 × 400 m der Männer
Die 4-mal-400-Meter-Staffel der Männer bei den Leichtathletik-Weltmeisterschaften 1993 wurde am 21. und 22. August 1993 im Stuttgarter Gottlieb-Daimler-Stadion ausgetragen.
Weltmeister wurden die Vereinigten Staaten in der Besetzung Andrew Valmon, Quincy Watts (Finale), Harry Reynolds (Finale) und Michael Johnson sowie den im Vorlauf außerdem eingesetzten Antonio Pettigrew und Derek Mills. Mit 2:54,29 min stellte das Team im Endlauf einen neuen Weltrekord auf.
Den zweiten Platz belegte Kenia (Kennedy Ochieng, Simon Kemboi, Abednego Matilu, Samson Kitur).
Bronze ging an Deutschland mit Rico Lieder, Karsten Just, Olaf Hense und Thomas Schönlebe.
Auch die nur im Vorlauf eingesetzten Läufer der US-amerikanischen Staffel erhielten jeweils eine Goldmedaille. Der Rekord stand dagegen nur den tatsächlich laufenden Athleten zu.

## Rekorde

### Bestehende Rekorde

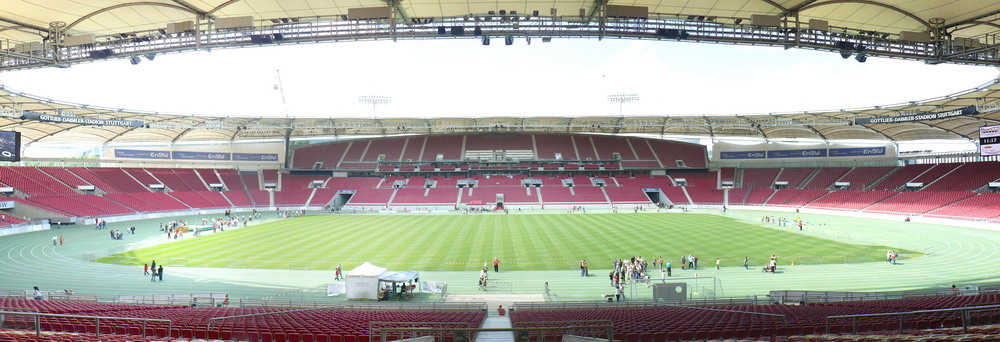
Das Stuttgarter Gottlieb-Daimler-Stadion im Jahr 2007

| Weltrekord               | 2:55,74 min | USA (Andrew Valmon, Quincy Watts, Michael Johnson, Steve Lewis)  | OS in Barcelona, Spanien | 8. August 1992    |
| Weltmeisterschaftsrekord | 2:57,29 min | USA (Andrew Valmon, Roddie Haley, Antonio McKay, Harry Reynolds) | WM in Rom, Italien       | 6. September 1987 |

### Rekordverbesserung
Die siegreiche US-amerikanische Staffel verbesserte den bestehenden WM-Rekord im Finale am 22. August in der Besetzung Andrew Valmon, Quincy Watts, Harry Reynolds und Michael Johnson um genau drei Sekunden auf 2:54,29 min.
Mit ihrer Siegerzeit stellte das Team gleichzeitig einen neuen Weltrekord auf.

## Vorrunde
6. August 1993, 17:35 Uhr
Die Vorrunde wurde in drei Läufen durchgeführt. Die ersten beiden Staffeln pro Lauf – hellblau unterlegt – sowie die darüber hinaus zwei zeitschnellsten Teams – hellgrün unterlegt – qualifizierten sich für das Finale.

### Vorlauf 1
21. August 1993, 20:15 Uhr
| Platz | Staffel     | Besetzung                                                        | Zeit (min) |
| ----- | ----------- | ---------------------------------------------------------------- | ---------- |
| 1     | Deutschland | Karsten Just Rico Lieder Olaf Hense Thomas Schönlebe             | 3:01,26    |
| 2     | Bulgarien   | Stanislaw Georgiew Zwetoslaw Stankulow Kiril Raykow Anton Iwanow | 3:01,61    |
| 3     | Jamaika     | Patrick O’Connor Dennis Blake Danny McFarlane Gregory Haughton   | 3:01,70    |
| 4     | Neuseeland  | Shaun Farrell Nick Cowan Darren Dale Mark Keddell                | 3:05,84    |
| 5     | Thailand    | Chanand Kenchan Sakron Tongtip Wirwat Poomipak Yutthana Tonglek  | 3:08,60    |

### Vorlauf 2
21. August 1993, 20:25 Uhr
| Platz | Staffel             | Besetzung                                                                             | Zeit (min) |
| ----- | ------------------- | ------------------------------------------------------------------------------------- | ---------- |
| 1     | USA                 | Andrew Valmon Antonio Pettigrew (Vorlauf) Derek Mills (Vorlauf) Michael Johnson       | 2:58,72    |
| 2     | Frankreich          | Jacques Farraudiére Pierre-Marie Hilaire Olivier Noirot (Vorlauf) Jean-Louis Rapnouil | 3:01,70    |
| 3     | Japan               | Masayoshi Kan Shunji Karube Yoshihiko Saitō Tomonari Ono                              | 3:02,43    |
| 4     | Algerien            | Amar Hecini Ismail Mariche Kamel Talhaodi Sadek Boumendil                             | 3:03,63    |
| 5     | Mexiko              | Raymundo Escalante Juan Vallín Josue Morales Luis Toledo                              | 3:08,37    |
| DNS   | Trinidad und Tobago | Keine Benennung der Staffelbesetzung                                                  |            |

### Vorlauf 3
21. August 1993, 20:35 Uhr
| Platz | Staffel  | Besetzung                                                                  | Zeit (min) |
| ----- | -------- | -------------------------------------------------------------------------- | ---------- |
| 1     | Kenia    | Abednego Matilu Simon Kemboi Samson Kitur Kennedy Ochieng                  | 3:00,82    |
| 2     | Kuba     | Lázaro Martínez (Vorlauf) Héctor Herrera Norberto Téllez Roberto Hernández | 3:01,36    |
| 3     | Russland | Dmitri Kliger Dmitri Kossow Innokenti Scharow (Vorlauf) Dmitri Golowastow  | 3:01,51    |
| 4     | Italien  | Andrea Nuti Andrea Montanari Alessandro Aimar Marco Vaccari                | 3:01,85    |
| 5     | Nigeria  | Hassan Bosso Emmanuel Okoli Victor Omagbemi Sunday Bada                    | 3:02,64    |
| DNS   | Uganda   | Keine Benennung der Staffelbesetzung                                       |            |

## Finale
22. August 1993, 18:30 Uhr
| Platz | Staffel     | Besetzung | Zeit (min) |
| ----- | ----------- | --- | ---------- |
| 1     | USA         | Andrew Valmon Quincy Watts (Finale) Harry Reynolds (Finale) Michael Johnson im Vorlauf außerdem: Antonio Pettigrew Derek Mills | 2:54,29 WR |
| 2     | Kenia       | Kennedy Ochieng Simon Kemboi Abednego Matilu Samson Kitur                                                                      | 2:59,82    |
| 3     | Deutschland | Rico Lieder Karsten Just Olaf Hense Thomas Schönlebe                                                                           | 2:59,99    |
| 4     | Frankreich  | Jean-Louis Rapnouil Pierre-Marie Hilaire Jacques Farraudiére Stéphane Diagana (Finale) im Vorlauf außerdem: Olivier Noirot     | 3:00,09    |
| 5     | Russland    | Dmitri Kliger Dmitri Kossow Michail Wdowin (Finale) Dmitri Golowastow im Vorlauf außerdem: Innokenti Scharow                   | 3:00,44    |
| 6     | Kuba        | Iván García (Finale) Héctor Herrera Norberto Téllez Roberto Hernández im Vorlauf außerdem: Lázaro Martínez                     | 3:00,46    |
| 7     | Jamaika     | Patrick O’Connor Dennis Blake Danny McFarlane Gregory Haughton                                                                 | 3:01,44    |
| 8     | Bulgarien   | Stanislaw Georgiew Zwetoslaw Stankulow Kiril Raykow Anton Iwanow                                                               | 3:05,35    |

## Video
- World Record - 4X400m Men Stuttgart 1993, Video veröffentlicht am 11. Dezember 2014 auf youtube.com, abgerufen am 10. Mai 2020